# Dekanat Sanok
Dekanat Sanok – jeden z 4 dekanatów diecezji przemysko-gorlickiej Polskiego Autokefalicznego Kościoła Prawosławnego. Obecną siedzibą dekanatu jest Morochów.

## Parafie
W skład dekanatu wchodzi 8 parafii:
- parafia Opieki Matki Bożej w Komańczy
  - cerkiew Opieki Matki Bożej w Komańczy
- parafia Spotkania Pańskiego w Morochowie
  - cerkiew Spotkania Pańskiego w Morochowie
  - cerkiew Narodzenia Najświętszej Maryi Panny w Dziurdziowie
- parafia św. Michała Archanioła w Pielgrzymce
  - cerkiew św. Michała Archanioła w Pielgrzymce
  - kaplica Narodzenia Przenajświętszej Bogurodzicy w Tylawie
- parafia Świętej Trójcy w Sanoku
  - sobór Świętej Trójcy w Sanoku
- parafia Zaśnięcia Najświętszej Maryi Panny w Szczawnem
  - cerkiew Zaśnięcia Przenajświętszej Bogurodzicy w Szczawnem
- parafia św. Michała Archanioła w Turzańsku
  - cerkiew św. Michała Archanioła w Turzańsku
- parafia św. Michała Archanioła w Zagórzu[2]
  - cerkiew św. Michała Archanioła w Zagórzu
- parafia św. Mikołaja w Zyndranowej
  - cerkiew św. Mikołaja w Zyndranowej